# Pachyolpium confusum
Pachyolpium confusum är en spindeldjursart som beskrevs av Tooren 2002. Pachyolpium confusum ingår i släktet Pachyolpium och familjen Olpiidae. Inga underarter finns listade i Catalogue of Life.